# Макконнелл, Кэмпбелл
Кэмпбелл Р. Макконнелл (англ. Campbell R. «Mac» McConnell; 2 июня 1928, Харви, Иллинойс — 5 января 2019, Линкольн) — американский экономист, эмерит-профессор, автор учебника «Экономикс», выдержавшего 21 издание.

## Биография
Кэмпбелл родился 2 июня 1928 года в Харви, штат Иллинойс, США.
Макконнелл получил степень бакалавра искусств (B.A.) в Корнельском колледже в 1950 году, степень магистра искусств (M.A.) в Иллинойском университете в 1951 году. Докторской степени (Ph.D.) был удостоен в Айовском университете в 1953 году.
Свою преподавательскую деятельность начал в Университете Небраски-Линкольна с 1953 года и преподавал до своей отставки в 1990 году.
Кэмпбелл имел обширную коллекцию джазовых записей и любил читать историю джаза. Он был президентом Ассоциации экономики Среднего Запада, членом комитета по экономическому образованию в Американской экономической ассоциации, членом совета директоров Первого федерального Линкольн-банка в 1975—2010 годах.
Кэмпбелл Макконнеалл умер 5 января 2019 года в Линкольне, штат Небраска, США. У него остались две дочери, сын Кертис Макконнелл, три внука, включая Холли Дэвис и Мэрайя Макконнелл-Бипат, брат Джон Макконнелл и невеста Кэти Саффорд Макконнелл.

## Вклад в науку
Кэмпбелл Макконнелл являлся соавтором современных учебных комплексов: «Экономикс» (22-е издание) вместе с Шоном Флинном и Стэнли Брю, «Современная экономика труда» (11-е издание), «Основы экономики» (3-е издание), и другие.

## Награды
За свои достижения был неоднократно награждён:
- 1962 — премия выдающегося преподавателя от Университета Небраски-Линкольна;
- 1973 — почетный доктор права Корнельского колледжа;
- 1991 — премия Джеймса А. Лейка «за академическую свободу» от Университета Небраски-Линкольна;
- 1994 — награда «за выдающиеся достижения» от Корнельского колледжа;
- 1994 — премия факультета выдающегося преподавателя от Университета Небраски-Линкольна.

## Издания на русском языке
- Макконнелл К.Р., Брю С.Л., Флинн Ш.М. Экономикс: принципы, проблемы и политика: Учебник: Пер. с англ. 21-е изд.. — М.: Инфра-М, 2019. — 1152 с. — ISBN 978-5-16-012985-3.